# Marie Anne Erize
Marie Anne Erize Tisseau (Espartillar, 28 de marzo de 1952-detenida-desaparecida el 15 de octubre de 1976) fue modelo profesional argentina, militante de Montoneros.

## Biografía
Hija de los inmigrantes franceses Alberto Erize y Françoise Tisseau, pasó su infancia en Wanda (Misiones), al igual que sus hermanos Marc y Yolanda.
Hacia 1969 viajó a Europa, donde conoció a los cantautores Georges Moustaki y Joan Manuel Serrat. Se le atribuye una breve relación con el guitarrista Paco de Lucía. Debido a apuros económicos, recurrió al contrabando de obras de arte.
Más tarde se radicó en la Ciudad de Buenos Aires, donde trabajó como modelo publicitaria. Fue Miss Siete Días (premio de la revista homónima). Su figura ilustró la tapa de aquella revista de actualidad, entonces de gran circulación. Fue estudiante de la Carrera de Ciencias Antropológicas de la Facultad de Filosofía y Letras de la UBA.
En la tarde del 15 de octubre de 1976, acudió a una bicicletería en las inmediaciones de Trinidad en San Juan para arreglar una cubierta. Allí fue secuestrada por tres hombres, en la esquina de General Acha y Abraham Tapia, a pocas cuadras de la Plaza 25 de Mayo, espacio principal del centro de la Ciudad de San Juan. Después, desapareció. Trabajaba, por entonces, junto con el sacerdote Carlos Mujica, asesinado en Buenos Aires. Quienes la recuerdan destacan su belleza y aseguran que eligió defender aún con su vida el compromiso social asumido.
Su amiga Margarita Camus, nieta del exgobernador Eloy Próspero Camus, la recuerda como una mujer incapaz de pasar inadvertida. Recuerda la ex presa política, profesora universitaria, que el mayor (destituido) Jorge Antonio Olivera y el coronel Eduardo Cardozo «se jactaban ante la tropa de haber violado a la francesa (en alusión a Erize)». Esos relatos habrían sido hechos por Olivera ante Jorge Bonil, que cumplía el servicio militar en el Regimiento de Infantería de Montaña 22. Luego desapareció.
Por la desaparición de la modelo fueron procesados el general retirado Luciano Benjamín Menéndez, Jorge Antonio Olivera y Eduardo Vic, todos ya procesados por otras causas de delitos de lesa humanidad. Olivera ya había sido acusado en Italia por el caso, quedando entonces en libertad. El caso de su desaparición fue uno de los más simbólicos de la dictadura en el San Juan de los años 70 por sus repercusiones internacionales.

## Legado
Se cree que la canción «La montonera» de Joan Manuel Serrat, incluida en la cara B de un flexidisco clandestino publicado en 1978 por el Consejo Superior del Movimiento Peronista Montonero, está inspirada en Marie Anne Erize. El tema fue desechado por el propio Serrat y nunca ha sido editado de forma profesional, aunque aparece en el documental de David Blaustein Cazadores de utopías.
Su caso también se menciona en el documental italiano 600 cuerpos, la identidad borrada de los desaparecidos que recuerda las desapariciones de la dictadura argentina y que fue coproducido por RAI News 24 y Télam en 2021. Al año siguiente, el cortometraje ¿Dónde está Marie Anne?, dirigido por Yaela Gottlieb y de coproducción argentina y peruana, abordó la desaparición de Erize.